# Opsariichthys uncirostris
Opsariichthys uncirostris es una especie de peces de la familia de los Cyprinidae en el orden de los Cypriniformes.

## Morfología
Los machos pueden llegar alcanzar los 32,5 cm de longitud total.

## Hábitat
Es un pez de agua dulce.

## Distribución geográfica
Se encuentra desde el este de Siberia hasta el norte de Corea y China. También está presente en el Japón.